# كاثلين بوث
كاثلين بوث (بالإنجليزية: Kathleen Booth)‏ (و. 1922  م) هي عَالِمَة حاسوب بريطانية.

## التعليم
تعلمت في جامعة لندن.